# Submarino NR-1
El NR-1 es un submarino dotado de propulsión nuclear, que fue puesto al servicio de la investigación naval, la arqueología submarina o el salvamento en el mar. El buque se encuentra preservado en la base naval de Groton, Connecticut, Estados Unidos.

## Historia

### Planificación y construcción
La construcción del NR-1 fue desarrollada en el más estricto secreto a principios de la década de 1960 por John Piña Craven y Hyman Rickover, el jefe de la agencia gubernamental de reactores navales (NAVSEA-08). En 1965, el presidente Lyndon B. Johnson anunció que la Marina construiría un submarino de investigación de propulsión nuclear, enfatizando las ventajas del sistema de propulsión para explorar el fondo del océano. El dinero necesario para desarrollarlo parte de otros proyectos, como una bolsa de financiación del Proyecto Polaris con el fin de evitar la aprobación, a menudo prolongada, por parte del Congreso y permitir que se ponga a disposición del público la menor información posible sobre el submarino. Se gastaron $ 99.2 millones en el proyecto, incluidos 67.5 millones en la construcción, 19.9 millones en los sensores y 11.8 millones para investigación y desarrollo. La Marina nunca publicó el costo total.
En el verano de 1967, se comenzó el NR-1 siendo el constructor Electric Boat. A principios de 1969, se botó el submarino siendo el padrino Rickover personalmente. Durante el verano, la Marina probó el barco y lo consideró apto el mismo año, pero nunca lo puso oficialmente en servicio. No se tuvo en cuenta para el tamaño de la flota aprobado por el Congreso de los Estados Unidos y también se retiró del control político, por lo que Rickover podría tener la mayor influencia posible en "su" barco. Además, el barco nunca recibió un nombre.  Rickover imaginó construir una pequeña flota de submarinos tipo NR-1, pero solo se construyó uno debido a restricciones presupuestarias.
Dentro de la Marina, se llama Nervin como una pronunciación rápida de números. La base de operaciones era Base Naval de Submarinos de New London.

### Misiones
El NR-1 participó en 1969 en varias operaciones de investigación y rescate. Sin embargo, muchas de las operaciones militares de la Guerra Fría están sujetas a confidencialidad. Además de rescatar del fondo del mar objetos militarmente importantes de las fuerzas armadas adversarias, tales operaciones también incluyeron el mantenimiento de sensores del sistema de espionaje SOSUS. sin embargo, se dieron a conocer varios operaciones civiles y algunas militares del NR-1. Un total de 64 misiones sin clasificar entre 1972 y 1999 están oficialmente admitidas.

#### Operaciones civiles
Los primeros viajes civiles conocidos tuvieron lugar en 1972 cuando NR-1 se utilizó para realizar estudios geológicos y oceanográficos en el Gran Banco de Terranova y el Cañón Hudson frente al puerto de Nueva York. Al año siguiente, el NR-1 se usó en el Plateau Blake frente a Carolina del Sur y más tarde frente a Puerto Rico. En 1977, el barco se zambulló de Islandia para medir la Dorsal Mesoatlántica. En uno de estos viajes, el geólogo Bruce C. Heezen sufrió un ataque al corazón , cuyas consecuencias murió a bordo.
A 1980 le siguieron otras inmersiones en la meseta de Blake, donde se utilizó el NR-1 para examinar el suelo en busca de bulbos de mineral. Al año siguiente, el Observatorio de la Tierra de Lamont-Doherty utilizó el NR-1 para las investigaciones. En los años siguientes, el NR-1 examinó, entre otras cosas, la deriva de limo de la plataforma continental, los efectos del vertido en el paisaje submarino (en nombre de la Administración Nacional Oceánica y Atmosférica y el Programa Nacional de Investigación Submarina ) y para el sumidero del Servicio Geológico de los Estados Unidos en la meseta Blake. 
Después del accidente del transbordador espacial Challenger en 1986, el NR-1  buscó, identificó y recuperó las partes importantes del transbordador que la NASA necesitaba para investigar la causa.
Alrededor de 1990, la Universidad de Texas A&M y la Universidad de Maine pudieron utilizar NR-1 para la investigación submarina. En 1993, el barco examinó las tuberías en el Atlántico en busca de secciones propensas a roturas. En 1995 Robert Ballard se sumergió en el NR-1 al pecio de la HMHS Britannic. El NR-1 también descubrió varios restos de naves romanas en el Mediterráneo. A comienzos del año 1995/1996, el NR-1 condujo varias veces antes que los Cayos de Florida, antes de ser reubicado en aguas europeas en 1996. El barco ayudó a examinar los fiordos noruegos, descubriendo varios restos de buques de guerra de la Segunda Guerra Mundial, incluidos 26 solos dentro del puerto de la ciudad de Bergen. En 1997 Robert Ballard condujo a estudios oceanográficos en el Mediterráneo con NR-1. En 1999, después del accidente del vuelo 990 de EgyptAir, el NR-1 volvió a examinar los restos del Boeing 767 accidentado. En 2002, el NR-1 encontró los restos del USS Monitor, y en 2007 exploró el Santuario Marino Nacional Flower Garden Banks en el Golfo de México.
Su última misión comenzó en junio de 2008 en busca del pecio del USS Bonhomme Richard, el buque insignia de John Paul Jones de la Guerra Revolucionaria. El 23 de julio, el barco regresó a New London. El NR-1 durante este viaje examinó 26 restos previamente identificados por el sonar. La tripulación consideró que uno de ellos era un candidato adecuado, que se examinó con más detalle a continuación. Finalmente, sin embargo, resultó que todos los restos eran más recientes.

#### Operaciones militares
Algunas de las operaciones militares se han dado a conocer al público. Esto incluye una de las primeras misiones en 1970. El NR-1 condujo en las aguas alrededor de las Azores, donde ayudó a construir el Azores Fixed Acoustic Range, una instalación de la OTAN para investigar la propagación del sonido bajo el agua. Aunque la embarcación se podía ver públicamente en el puerto de Ponta Delgada, Rickover instó a que se mantuviera fuera de todos los comunicados de prensa.
También se sabe que la Marina usó el NR-1 para recuperar su propia tecnología del fondo del océano. En 1976, un Tomcat F-14 rodó al mar con los entonces nuevos misiles de largo alcance AIM-54 Phoenix desde la cubierta de vuelo del USS John F. Kennedy (CV-67) y se encontraba a unos 500 metros bajo de la superficie del agua. El NR-1 retiró las partes sensibles, incluidos los misiles.
En 1984, el potente sonar se utilizó para localizar una hélice que un submarino portamisiles había perdido.
En 1994 el NR-1 ayudó la Fuerza Aérea en la investigación de la causa del accidente de un F-15 Eagle recuperó los asientos de eyección y otros equipos. Pudiendo evitar que estos restos y sus equipos cayeran en manos de las fuerzas enemigas o traficantes de armas.
En 1986, el USS  Seawolf  (SSN-575) y el NR-1 habrían intervenido un cable submarino que conectaba el norte de África con Europa en un momento en que Estados Unidos estaba comprometido en un enfrentamiento con Libia; sin embargo, esta operación no habría generado ninguna información útil.
En 1997, buscó los restos del submarino israelí de 1968 INS Dakar.

## Tripulación
El submarino es la base de un grupo especial de investigación "Equipo de inmersión profunda NR-1", que incluye a 35 personas de la Armada y 10 operarios civiles. El barco puede acomodar hasta 13 miembros de la tripulación, incluidos tres de los cuatro oficiales del grupo. El cuarto oficial suele estar en la nave de apoyo. Todos los miembros de la tripulación NR-1 están capacitados para manejar un reactor nuclear y aprobaron el examen correspondiente.

## Fin de la vida operativa
Después del último viaje, el NR-1 fue remolcado al Astillero Naval de Portsmouth en septiembre de 2008 para prepararse para el desmantelamiento. Fue dado de baja el 21 de noviembre de 2008, y estaba planeado desguazarlo en los astilleros de Puget Sound. Después de que el combustible nuclear fue retirado del Astillero Naval de Portsmouth. Se han realizado esfuerzos para llevar el NR-1 de vuelta a Groton (Connecticut) y ponerlo a disposición del público en el Museo de la Fuerza Submarina de la Armada de los Estados Unidos junto con el USS Nautilus (SSN-571). En noviembre de 2013, la Armada anunció que partes del submarino se exhibieron en Groton. En agosto de 2014 tras casi una década en  la base naval de la Armada de los Estados Unidos donde estuvo situado su centro de operaciones, la Armada estadounidense ha restaurado el NR-1 y lo mostrará en el museo abierto al público que tiene la base.

## Sucesor
El plan original era operar el NR-1 hasta 2012 y solo entonces decidir si era necesario revisarlo o construir un barco sucesor. La Corporación Rand, desarrollada en nombre del Comando de Sistemas Navales del Mar en 2002, debe usarse un concepto operacional como base para un posible sucesor el NR-2. Finalmente, sin embargo, la Armada decidió que no quería financiar otro submarino de investigación de propulsión nuclear.

## Detalles técnicos

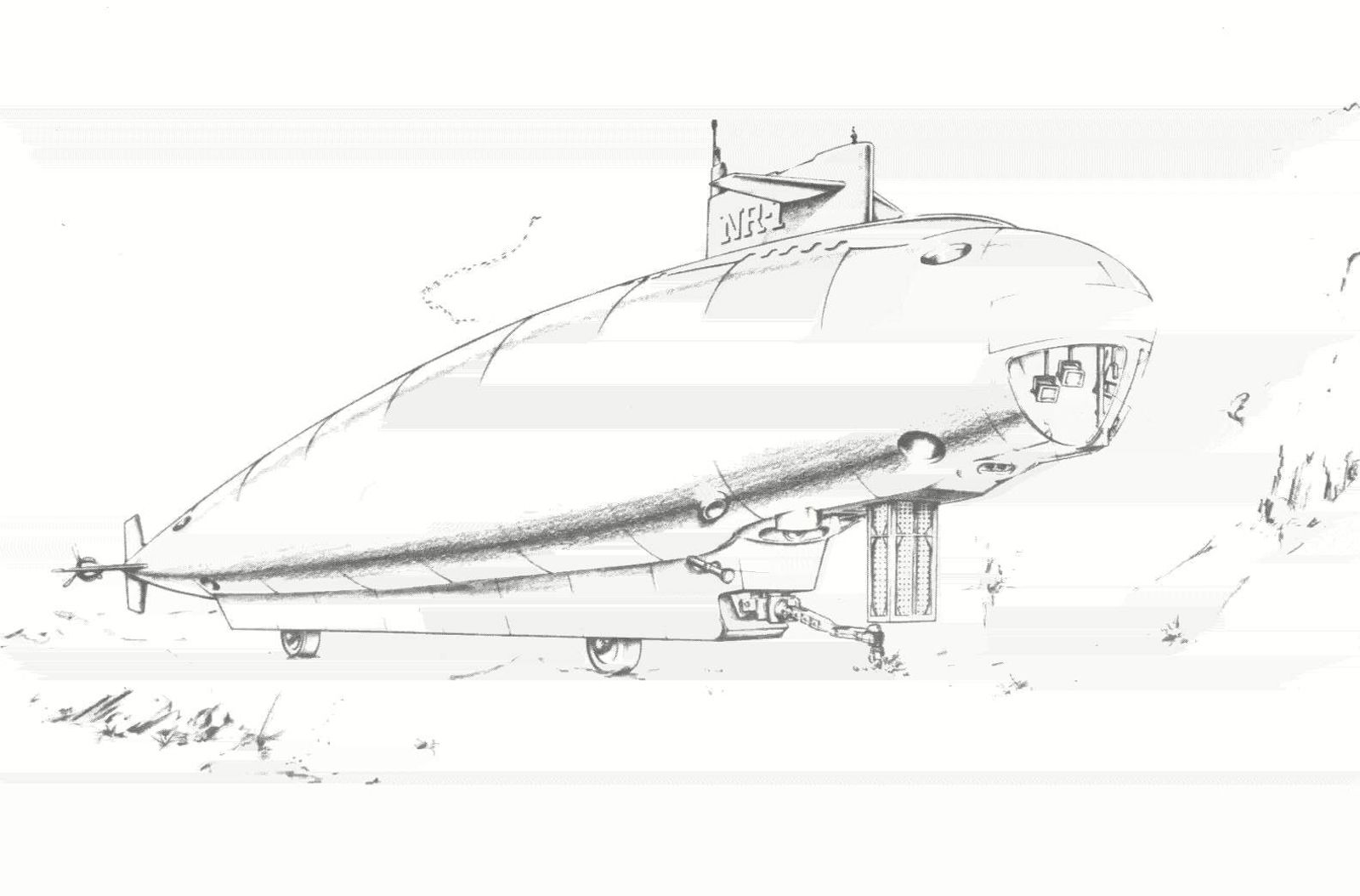
Primeros bocetos de diseño del NR-1.

- El NR-1, gracias a su reactor atómico, puede mantenerse sumergido durante largas temporadas, inclusive con huracanes en la superficie del mar. Por eso está considerado un elemento primordial en la búsqueda y localización de accidentes.

- Su herramienta principal es un manipulador articulado que se controla desde su interior, donde un tripulante puede ver el trabajo a través de tres estrechos ojos de buey. A este brazo pueden colocársele diferentes herramientas de corte, perforación o manipulación, para realizar tareas de mantenimiento submarino.

- La navegación sumergida se realiza por medio de dos hélices principales que lo impulsan hasta 700 metros de profundidad. A bordo lleva dos oficiales, tres tripulantes y, a veces, dos científicos, que se acomodan en apretadas literas. Las imágenes de superficie se reciben a través de un periscopio con cámara de televisión, ubicado en la torreta.

- Las dos ruedas de este submarino le permiten un suave contacto con el fondo del mar, pero no lo mueven. Esta tarea se realiza por medio de cuatro turbinas impulsoras, dos en el frente y otras dos en la parte trasera de la nave.

- Las ruedas, similares a las de los grandes camiones son retráctiles y pueden alojarse en huecos dentro de la quilla.

- El brazo tiene dos segmentos principales, tres articulaciones y una junta que le permite rodar.

### Casco

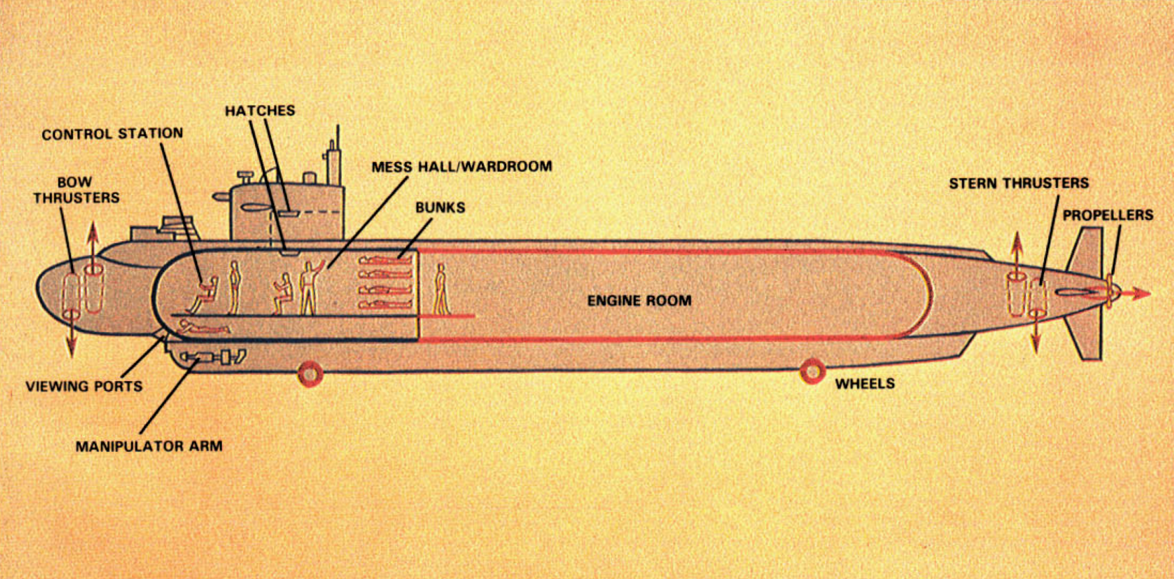
Esquema del diseño interior.

El NR-1 tenía una longitud total de 45,2 metros. El casco de presión tenía 29,3 metros de largo, de los cuales alrededor de dos tercios eran para el sistema de accionamiento. En su punto más ancho, el submarino midió 4.2 metros. El calado era de 4,6 metros. El desplazamiento fue de menos de 400 toneladas estándar (ts). El NR-1 tenía como regular, usado por los submarinos militares una vela, de unos dos metros de altura y la escotilla estaba sobre la suya. Los timones profundos también estaban unidos allí, al igual que el periscopio. Para que el bote se viera mejor, la torre y la cruz del timón de popa fueron pintadas de naranja.
El casco estaba hecho de acero HY-80 de alta resistencia, ya que también se usaba en submarinos militares de la época (como la clase de Los Ángeles ). La carga máxima de 80.000 libras-fuerza por pulgada cuadrada (aproximadamente 550 N / mm²). Con una profundidad de inmersión de hasta 915 metros, el NR-1 pudo bucear mucho más profundo que los submarinos regulares que es de unos 300 metros.
Para tener flotabilidad adicional en una emergencia, el NR-1 transportaba alrededor de diez toneladas de plomo, que luego podrían arrojarse.